# Tectaria magnifica
Tectaria magnifica är en ormbunkeart som först beskrevs av Roland Napoléon Bonaparte, och fick sitt nu gällande namn av Carl Frederik Albert Christensen. Tectaria magnifica ingår i släktet Tectaria och familjen Tectariaceae. Inga underarter finns listade.